# Cảnh Thụy
Cảnh Thụy is een xã in huyện Yên Dũng, een district in de Vietnamese provincie Bắc Giang.
Cảnh Thụy ligt ten oosten van Neo, de hoofdplaats van het district.